# روبرت هنري غوين
روبرت هنري غوين هو سياسي أمريكي، ولد في 19 يناير 1822، وتوفي في 18 يناير 1887. انتخب عضو مجلس ولاية تكساس ‏.